# August Adler
August Adler (24. ledna 1863, Opava – 17. října 1923, Vídeň) byl český matematik, deskriptivní geometr, astronom a geodet.

## Život
V roce 1879 maturoval na reálce v Opavě a poté studoval na technice a na univerzitě ve Vídni. V roce 1884 vykonal zkoušku učitelské způsobilosti z matematiky a deskriptivní geometrie. V letech 1885  - 1887 byl asistentem sférické astronomie a geodézie na vídeňské technice. Poté působil na středních školách ve Vídni, Klagenfurtu, Plzni a Praze. V této době absolvoval studijní pobyt na technice v Berlíně a na univerzitě v Göttingenu. V roce 1901 se habilitoval pro deskriptivní geometrii na pražské německé technice. V roce 1905 odešel na reálku v 6. vídeňském obvodu a v roce 1907 byl jmenován ředitelem reálky v 7. obvodu. Současně přenesl svoje venia legendi na vídeňskou techniku, kde v roce 1909 získal titul mimořádného profesora. Ze zdravotních důvodů svoji činnost na technice v roce 1915 ukončil.

## Dílo
Adler je autorem více než dvaceti prací, které jsou věnovány problematice deskriptivní geometrie a jejímu vyučování na středních školách. V edici Göschen Sammlung vyšla v roce 1906 knížka Theorie der geometrischen Konstruktionen a o tři roky později tabulky pětimístných logaritmů.